# Mateo Cristiani

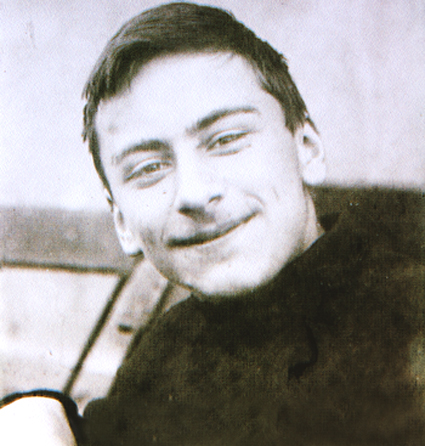
Mateo Cristiani in jungen Jahren

Mateo Cristiani (* 5. Oktober 1890 in Frankfurt am Main; † 24. September 1962 in München) war ein deutscher expressionistischer Maler italienischer Abstammung. Cristiani war auch als Exlibriskünstler und Schriftsteller tätig.

## Leben
Mateo Cristiani studierte in Frankfurt an der Städelschule und anschließend in München an der Debschitz-Schule. In München lernte er seine spätere Frau die Kunsthandwerkerin Hanna Cristiani (geb. Johanna Stern) kennen. Nach dem Studium hatte er sein Atelier gemeinsam mit ihr, später hatte er ein eigenes Atelier. Ebenso wie Lino Salini war Mateo Cristiani in der Öffentlichkeit präsent, anders als ersterer fertigte er jedoch keine schnellen Porträts-Skizzen an, sondern aufwendigere Aquarelle. Beide korrespondierten mit Georg Mahr.
1931 wurde er Vorsitzender der Frankfurter Künstlergesellschaft.
Selbst als „entartet“ diffamiert, weigerte er sich, sich von seiner jüdischen Frau zu trennen. Durch ihre Emigration in die Schweiz wurde er nicht verhaftet, durfte aber bis 1945 nicht malen oder ausstellen. Nach dem Krieg war er in Frankfurt wieder sehr bekannt und wurde u. a. von der FAZ und der Frankfurter Rundschau rezensiert. Im Frankfurter Kunstverein stellte er in den 1950er Jahren u. a. gemeinsam mit Friedrich Kaltwasser, Richard Schoenfeld, Heinz Wolcke und Hanny Franke aus. Sein Atelier hatte er in der Neumannstraße 6 im Frankfurter Stadtteil Eschersheim.

## Werke
Die meisten überlieferten Werke sind Aquarelle, es existiert auch eine Reihe von Gemälden.
- Aquarellierte Postkarten als Tagebuch aus dem Ersten Weltkrieg (Teilnachlass im Historischen Museum Frankfurt)
- Kaffeehausszene (Koffiehuisscène in Frankfurt), Aquarell 36,9 × 49,9 cm (Link)
- "Lesende Frau auf der Veranda", 24 cm × 32 cm
- Frankfurt vom Goetheturm aus gesehen, 59 × 44 (ehemals Historisches Museum Frankfurt, seit 1944 verschollen).
- Junge Kuh, 95 × 130
- Nude in Wood (Akte im Wald), 63.5 × 53.34
- Ex Libris für Franz Xaver Münzel (Apotheker und Verleger in Baden/Schweiz), 1920
- Bildnis eines Knaben. Öl auf Pappe
- Hausbau – Baustelle
- Sitzende Frau und Boccia-Spieler im Park
- Weiblicher Akt am Strand
- Wunderheilung Christi
- Blick von der Sachsenhäuser Warte (Holzschnitt), 21 × 16 (Link)